# Kanton Pauillac
Kanton Pauillac (fr. Canton de Pauillac) je francouzský kanton v departementu Gironde v regionu Akvitánie. Tvoří ho sedm obcí.

## Obce kantonu
- Cissac-Médoc
- Pauillac
- Saint-Estèphe
- Saint-Julien-Beychevelle
- Saint-Sauveur
- Saint-Seurin-de-Cadourne
- Vertheuil